# Morti nel 1998/Luglio
| Questa pagina contiene informazioni ricavate automaticamente dalle voci biografiche con l'ausilio del template Bio e di un bot. L'aggiornamento è periodico e automatico e ricostruisce completamente la pagina. Se manca una persona in questa lista, sei pregato di non aggiungerla, ma accertati piuttosto che la sua voce biografica contenga il template Bio e che i dati anagrafici siano correttamente compilati. Se il template Bio manca, inseriscilo tu stesso o, in alternativa, metti l'avviso {{tmp\|Bio}} che ne segnala la mancanza. Se i dati riportati sono sbagliati, correggi direttamente la voce biografica; le modifiche saranno visibili in questa lista entro pochi giorni. Per chiarimenti vedi il progetto biografie. La lista contiene solo le 112 persone che sono citate nell'enciclopedia e per le quali è stato implementato correttamente il template Bio. Pagina aggiornata al 3 mar 2024. |

- 1º luglio - Jane Bell, velocista, ostacolista e giavellottista canadese (n. 1910)
- 1º luglio - Claire Kelly, attrice e modella statunitense (n. 1934)
- 1º luglio - Stig Järrel, attore e regista svedese (n. 1910)
- 1º luglio - Martin Seymour-Smith, poeta, critico letterario e scrittore britannico (n. 1928)
- 2 luglio - Joe Graboski, cestista statunitense (n. 1930)
- 2 luglio - Sergio Maldini, scrittore e giornalista italiano (n. 1923)
- 2 luglio - Maria Miccolis, politica italiana (n. 1925)
- 2 luglio - Reg Potter, pallanuotista britannico (n. 1914)
- 2 luglio - Leonello Raffaelli, politico italiano (n. 1921)
- 2 luglio - Kay Thompson, scrittrice, cantautrice e ballerina statunitense (n. 1909)
- 2 luglio - Sirio Ungherelli, partigiano italiano (n. 1923)
- 3 luglio - Enzo Bartolini, canottiere italiano (n. 1914)
- 3 luglio - Danielle Bunten Berry, autrice di videogiochi statunitense (n. 1949)
- 3 luglio - Myriam Ferretti, soprano italiano (n. 1916)
- 3 luglio - Bernhard Häring, teologo tedesco (n. 1912)
- 3 luglio - Duncan White, ostacolista e velocista singalese (n. 1918)
- 4 luglio - Eolo Fabretti, politico e sindacalista italiano (n. 1912)
- 4 luglio - Kurt Franz, militare tedesco (n. 1914)
- 4 luglio - Giorgio Gusso, attore e doppiatore italiano (n. 1932)
- 4 luglio - Peter Monteverdi, imprenditore e pilota automobilistico svizzero (n. 1934)
- 4 luglio - Luciano Pirazzini, allenatore di calcio e calciatore italiano (n. 1932)
- 4 luglio - Henrik Stangerup, scrittore, regista cinematografico e giornalista danese (n. 1937)
- 4 luglio - Jay Taylor, cestista statunitense (n. 1967)
- 5 luglio - Sid Luckman, giocatore di football americano statunitense (n. 1916)
- 5 luglio - Maria Mercè Marçal, poetessa, scrittrice e editrice spagnola (n. 1952)
- 5 luglio - Frank Righeimer, schermidore statunitense (n. 1909)
- 6 luglio - Félix Assunção Antunes, calciatore portoghese (n. 1922)
- 6 luglio - Ugo Lanza, imprenditore italiano (n. 1918)
- 6 luglio - Georges Maton, pistard francese (n. 1913)
- 6 luglio - Roy Rogers, cantante e attore statunitense (n. 1911)
- 7 luglio - Moshood Abiola, politico e imprenditore nigeriano (n. 1937)
- 8 luglio - Albino Garzetti, storico italiano (n. 1914)
- 8 luglio - Lilí de Álvarez, tennista, giornalista e scrittrice spagnola (n. 1905)
- 9 luglio - Aldo Stellita, bassista, cantante e paroliere italiano (n. 1947)
- 10 luglio - Luis Alonso Schökel, gesuita spagnolo (n. 1920)
- 10 luglio - Lonnie Eggleston, cestista statunitense (n. 1918)
- 10 luglio - Erminio Pennacchini, politico, giurista e editore italiano (n. 1920)
- 10 luglio - Elijah Pitts, giocatore di football americano e allenatore di football americano statunitense (n. 1938)
- 11 luglio - Giovanni Lovrovich, presbitero e storico italiano (n. 1915)
- 11 luglio - Carlo Martinato, dirigente d'azienda e divulgatore scientifico italiano (n. 1906)
- 12 luglio - Secondo Bignardi, disegnatore e animatore italiano (n. 1925)
- 12 luglio - Jimmy Driftwood, musicista e compositore statunitense (n. 1907)
- 12 luglio - Serge Lemoyne, pittore canadese (n. 1941)
- 13 luglio - Red Badgro, giocatore di football americano statunitense (n. 1902)
- 13 luglio - Kōnstantinos Kollias, politico e magistrato greco (n. 1901)
- 13 luglio - Gerhard Weigel, militare tedesco (n. 1908)
- 14 luglio - Rex Applegate, militare statunitense (n. 1914)
- 14 luglio - Herman David Koppel, compositore e pianista danese (n. 1908)
- 14 luglio - Cecilia Lavelli, pittrice e modella italiana (n. 1906)
- 14 luglio - Dick e Mac McDonald, imprenditore statunitense (n. 1909)
- 14 luglio - Nguyễn Ngọc Loan, generale e politico vietnamita (n. 1930)
- 14 luglio - Martin Puye, politico equatoguineano (n. 1940)
- 14 luglio - Alfredo Welby, calciatore italiano (n. 1910)
- 15 luglio - Pietro Borgarelli, politico e partigiano italiano (n. 1918)
- 15 luglio - Robert Cornog, fisico e ingegnere statunitense (n. 1912)
- 15 luglio - Mariano Pallottini, architetto e urbanista italiano (n. 1911)
- 16 luglio - Gisella Caccialanza, ballerina statunitense (n. 1914)
- 16 luglio - Philip J. Corso, ufficiale statunitense (n. 1915)
- 16 luglio - Mahbub ul Haq, economista e politico pakistano (n. 1934)
- 17 luglio - Lamberto Gardelli, direttore d'orchestra italiano (n. 1915)
- 17 luglio - Joseph Maher, attore irlandese (n. 1933)
- 17 luglio - Claudia Testoni, ostacolista, velocista e lunghista italiana (n. 1915)
- 18 luglio - Svein Bjørn Olsen, calciatore norvegese (n. 1945)
- 19 luglio - Gennaro Soricelli, militare italiano (n. 1931)
- 20 luglio - Alberto Cavallari, giornalista e scrittore italiano (n. 1927)
- 20 luglio - Norah Borges, illustratrice, pittrice e critica d'arte argentina (n. 1901)
- 20 luglio - Tossy Spivakovsky, violinista statunitense (n. 1906)
- 21 luglio - Luciano Fonda, fisico italiano (n. 1931)
- 21 luglio - Alan Shepard, astronauta e aviatore statunitense (n. 1923)
- 21 luglio - Robert Young, attore statunitense (n. 1907)
- 22 luglio - Fritz Buchloh, allenatore di calcio e calciatore tedesco (n. 1909)
- 22 luglio - Hermann Prey, baritono tedesco (n. 1929)
- 22 luglio - Antonio Saura, pittore e scrittore spagnolo (n. 1930)
- 23 luglio - Djibril Diop Mambéty, regista e attore senegalese (n. 1945)
- 23 luglio - Vladimir Dmitrievič Dudincev, scrittore russo (n. 1918)
- 23 luglio - André Gertler, violinista e insegnante ungherese (n. 1907)
- 23 luglio - Jiří Hejský, calciatore cecoslovacco (n. 1927)
- 23 luglio - Vladimir Kärk, cestista e pallavolista estone (n. 1915)
- 23 luglio - Matteo Manuguerra, baritono francese (n. 1924)
- 23 luglio - Manuel Mejía Vallejo, scrittore, giornalista e poeta colombiano (n. 1923)
- 23 luglio - Med Park, cestista statunitense (n. 1933)
- 23 luglio - Mario Squarcina, aviatore e militare italiano (n. 1920)
- 24 luglio - Alta Allen, attrice statunitense (n. 1904)
- 24 luglio - Tazio Secchiaroli, fotografo italiano (n. 1925)
- 25 luglio - Palma Bucarelli, critica d'arte, storica dell'arte e museologa italiana (n. 1910)
- 25 luglio - Francesco Canova, medico e missionario italiano (n. 1908)
- 25 luglio - Tal Farlow, chitarrista statunitense (n. 1921)
- 25 luglio - Luigi Vettraino, calciatore italiano (n. 1920)
- 26 luglio - Sava Antić, calciatore jugoslavo (n. 1928)
- 26 luglio - Aymoré Moreira, allenatore di calcio e calciatore brasiliano (n. 1912)
- 27 luglio - Binnie Barnes, attrice britannica (n. 1903)
- 27 luglio - Zlatko Čajkovski, allenatore di calcio e calciatore jugoslavo (n. 1923)
- 27 luglio - Cleto Carbonara, filosofo italiano (n. 1904)
- 27 luglio - Elio Augusto Di Carlo, medico, ornitologo e storico italiano (n. 1918)
- 27 luglio - William McChesney Martin, banchiere statunitense (n. 1906)
- 27 luglio - Colman Von Keviczky, ufologo e militare ungherese (n. 1909)
- 28 luglio - Pasquale Iscaro, militare italiano (n. 1945)
- 28 luglio - Lenny McLean, attore e pugile inglese (n. 1949)
- 28 luglio - Consalvo Sanesi, pilota automobilistico italiano (n. 1911)
- 29 luglio - Éric Escoffier, alpinista francese (n. 1960)
- 29 luglio - Jorge Pacheco Areco, politico uruguaiano (n. 1920)
- 29 luglio - Jerome Robbins, regista, coreografo e ballerino statunitense (n. 1918)
- 30 luglio - Maurice Bardèche, saggista, giornalista e critico d'arte francese (n. 1907)
- 30 luglio - Barbara Giuranna, compositrice italiana (n. 1899)
- 30 luglio - Laila Schou Nilsen, sciatrice alpina, pattinatrice di velocità su ghiaccio e tennista norvegese (n. 1919)
- 30 luglio - Bob Smith, attore statunitense (n. 1917)
- 30 luglio - Kenneth A. Walsh, militare statunitense (n. 1916)
- 31 luglio - Alberto Borioni, politico italiano (n. 1923)
- 31 luglio - Erling Evensen, fondista norvegese (n. 1914)
- 31 luglio - Sylvia Field, attrice statunitense (n. 1901)
- 31 luglio - Serge Golovine, ballerino e coreografo francese (n. 1924)
- 31 luglio - Ioan Ploscaru, arcivescovo cattolico rumeno (n. 1911)